# Nachal Tifrach
Nachal Tifrach (hebrejsky נחל תפרח) je vádí v jižním Izraeli, v severní části Negevské pouště.
Začíná v nadmořské výšce okolo 200 metrů východně od vesnice Ešel ha-Nasi, v mírně zvlněné bezlesé pouštní krajině, která se ale rychle s postupem po proudu vádí mění díky soustavnému zavlažování svůj charakter a ztrácí převážně svůj pouštní charakter. Vede k jihozápadu, podchází těleso dálnice číslo 25, z jihu míjí vesnici Tifrach. Stáčí se k západu, přičemž se více zařezává do okolního terénu. Dno údolí je na dolním toku částečně zalesněné. Ústí zprava do vádí Nachal Patiš.
V roce 2006 proběhl v povodí Nachal Tifrach poblíž vesnice Ešel ha-Nasi archeologický výzkum, který zde odhalil zbytky zástavby z osmanského období.